# Wendilgarda sinensis
Wendilgarda sinensis är en spindelart som beskrevs av Zhu och Wang 1992. Wendilgarda sinensis ingår i släktet Wendilgarda och familjen strålspindlar. Inga underarter finns listade i Catalogue of Life.